# Fehler im System
Fehler im System es el primer álbum del cantante alemán Peter Schilling, publicado por el sello discográfico Wea en 1982. Tendría su versión inglesa un año más tarde con el título Error in the System. En el disco se incluía el éxito alemán «Major Tom (Völlig losgelöst)», que se había editado como sencillo ese mismo año. Este tema se convirtió también en un hit internacional en la versión de «Major Tom (Coming Home)».

## Músicos
- Peter Schilling - voces
- Armin Sabol - guitarra eléctrica (todas las pistas) y bajo (en "Stille Nacht, Heilige Nacht")
- Rolf Kersting - bajo (todas las pistas excepto "Major Tom")
- Gunther Gebauer - bajo (en "Major Tom")
- Frank Hieber - sintetizadores (todas las pistas excepto "Major Tom")
- Gonzo Bishop - sintetizadores (en "Major Tom")
- Dicky Tarrach - batería y caja de ritmos (todas las pistas excepto "The Noah Plan" y "Major Tom")
- Mickie Stickdorn - batería y caja de ritmos (en "The Noah Plan")
- Curt Cress - batería y caja de ritmos (en "Major Tom")

## Listado de canciones
Cara 1
1. «...Dann trügt der Schein» (P. Schilling) — 3:10
2. «Fast alles konstruiert» (A. Sabol/P. Schilling) — 6:45
3. «Die Wüste lebt» (P. Schilling) — 4:53
4. «Fehler im System» (P. Schilling) — 3:26

Cara 2
1. «Major Tom (völlig losgelöst)» (P. Schilling) — 5:00
2. «Major Tom»  (A. Sabol/P. Schilling) — 3:46
3. «U.S.A.» (A. Sabol/P. Schilling) — 3:19
4. «Ich hab' keine Lust» (P. Schilling) — 3:29
5. «Stille Nacht, heilige Nacht» (Trad. Arr.: A. Sabol/P. Schilling) — 3:26

### Error in the System
Cara 1
1. «Only Dreams» (P. Schilling/P. Schilling - David Lodge) — 3:22
2. «Lifetime Guarantee» (Armin Sabol/P. Schilling - David Lodge)  — 6:20
3. «The Noah Plan» (P. Schilling/P. Schilling - David Lodge) — 4:21
4. «Error in the System» (P. Schilling/P. Schilling - Matthew Garey) — 3:35

Cara 2
1. «Major Tom (Coming Home)» (P. Schilling/P. Schilling - David Lodge) — 5:03
2. «Major Tom, Part 2» (Armin Sabol) — 3:33
3. «(Let's Play) U.S.A.» (Armin Sabol/P. Schilling - Matthew Garey) — 3:18
4. «I Have No Desire» (P. Schilling/P. Schilling - Matthew Garey) — 3:32
5. «Stille Nacht, Heilige Nacht (Silent Night, Holy Night)» (Trad. Arr.: Armin Sabol/P. Schilling) — 3:26

## Sencillos
| Año  | Sencillo                                                      | Sello / Núm. cat. | Álbum               |
| ---- | ------------------------------------------------------------- | ----------------- | ------------------- |
| 1982 | «Major Tom (Völlig losgelöst)» / «Ich hab' keine Lust»        | Wea 24.9967-7     | Fehler im System    |
| 1983 | «Die Wüste lebt (Alarmsignal...)» / «Fast alles konstruiert»  | Wea 24-9824-7     | Fehler im System    |
| 1983 | «Fehler im System» / «U.S.A.»                                 | Wea 24-9664-7     | Fehler im System    |
| 1983 | «Major Tom (Coming Home)» (Edit) / «The Noah Plan» *          | Wea X 9438        | Error in the System |
| 1983 | «Major Tom (Coming Home)» / «Major Tom (Völlig losgelöst)» ** | Elektra 7-69811   | Error in the System |

(*) Editado en el Reino Unido
(**) Editado en Estados Unidos

## Sencillos 12"
| Año  | Sencillo 12" | Sello / Núm. cat. |
| ---- | --- | ----------------- |
| 1982 | «Major Tom (Völlig losgelöst)» / «...Dann trügt der Schein» | Wea 24.9927-0     |
| 1983 | «Die Wüste lebt (Alarmsignal...)» / «Fast alles konstruiert» | Wea 24-9824-0     |
| 1983 | «Major Tom (Coming Home)» (Special Extended Version) / «The Noah Plan» * | Wea X 9438 (T)    |
| 1983 | «Major Tom (Coming Home)» (Short Version) (English Version), «Major Tom (Völlig losgelöst)» (German Version) / «Major Tom (Coming Home)» (Special Extended Club Version), «Major Tom (Coming Home)» (Special Instrumental Version) ** | Elektra 0-66995   |

(*) Editado en el Reino Unido
(**) Editado en Estados Unidos

## Posicionamiento en las listas y certificaciones
Álbum
| Lista          | Posición más alta |
| -------------- | ----------------- |
| Alemania       | 2                 |
| Austria        | 4                 |
| Estados Unidos | 61                |

Sencillos
| Año  | Sencillos                         | Posición en las listas | Posición en las listas    | Posición en las listas  | Posición en las listas | Posición en las listas | Posición en las listas | Posición en las listas      | Posición en las listas |
| Año  | Sencillos                         | Bandera de Alemania    | Bandera de Estados Unidos | Bandera del Reino Unido | Bandera de Suiza       | Bandera de Francia     | Bandera de Austria     | Bandera de los Países Bajos | Bandera de Canadá      |
| ---- | --------------------------------- | ---------------------- | ------------------------- | ----------------------- | ---------------------- | ---------------------- | ---------------------- | --------------------------- | ---------------------- |
| 1982 | «Major Tom (Völlig losgelöst)» *  | 1                      | 14                        | 42                      | 1                      | 3                      | 1                      | 2                           | 4                      |
| 1983 | «Die Wüste lebt (Alarmsignal...)» | 7                      | —                         | —                       | 10                     | —                      | 5                      | —                           | —                      |
| 1983 | «Fehler im System»                | —                      | —                         | —                       | —                      | —                      | —                      | —                           | —                      |

(*) «Major Tom (Coming Home)» en el Reino Unido, Estados Unidos y Canadá
Certificación de «Major Tom (Völlig losgelöst)»
| País     | Certificación |
| -------- | ------------- |
| Alemania | (BMieV: 1983) |